# X Festival olimpico invernale della gioventù europea
Il Festival olimpico invernale della gioventù europea 2011 è stato la decima edizione della manifestazione multisportiva organizzata dai Comitati Olimpici Europei. Si è svolto a Liberec, in Repubblica Ceca, dal 13 al 18 febbraio 2011.

## Paesi partecipanti
- Albania
- Andorra
- Armenia
- Austria
- Belgio
- Bielorussia
- Bosnia ed Erzegovina
- Bulgaria
- Cipro
- Croazia
- Danimarca
- Estonia
- Finlandia
- Francia
- Georgia
- Germania
- Grecia
- Irlanda
- Islanda
- Italia
- Lettonia
- Liechtenstein
- Lituania
- Lussemburgo
- Macedonia
- Moldavia
- Monaco
- Montenegro
- Norvegia
- Paesi Bassi
- Polonia
- Regno Unito
- Rep. Ceca
- Romania
- Russia
- Serbia
- Slovacchia
- Slovenia
- Spagna
- Svezia
- Svizzera
- Turchia
- Ucraina
- Ungheria

## Discipline
| Disciplina            | Maschile | Femminile | Misti | Totali |
| --------------------- | -------- | --------- | ----- | ------ |
| Biathlon              | 2        | 2         | 1     | 5      |
| Combinata nordica     | 2        |           |       | 2      |
| Hockey su ghiaccio    | 1        |           |       | 1      |
| Pattinaggio di figura | 1        | 1         |       | 2      |
| Salto con gli sci     | 2        |           |       | 2      |
| Sci alpino            | 2        | 2         | 1     | 5      |
| Sci di fondo          | 3        | 3         | 1     | 7      |
| Snowboard             | 2        | 2         |       | 4      |

## Calendario
| ● | Cerimonia d'apertura |  | Gare | ● | Finali | ● | Cerimonia di chiusura |

| Febbraio 2011         | Dom 13 | Lun 14 | Mar 15 | Mer 16 | Gio 17 | Ven 18 | Medaglie d'oro |
| --------------------- | ------ | ------ | ------ | ------ | ------ | ------ | -------------- |
| Cerimonie             | ●      |        |        |        |        | ●      |                |
| Biathlon              |        |        | ●●     | ●●     |        | ●      | 5              |
| Combinata nordica     |        |        | ●      |        | ●      |        | 2              |
| Hockey su ghiaccio    |        |        |        |        |        | ●      | 1              |
| Pattinaggio di figura |        |        |        | ●●     |        |        | 2              |
| Salto con gli sci     |        |        | ●      |        | ●      |        | 2              |
| Sci alpino            |        | ●      | ●      | ●      | ●      | ●      | 5              |
| Sci di fondo          |        | ●●     | ●●     |        | ●●     | ●      | 7              |
| Snowboard             |        |        | ●●     |        | ●●     |        | 4              |
| Medaglie d'oro totali |        | 3      | 9      | 5      | 7      | 4      | 28             |

## Medagliere
| Posizione | Paese      | Oro | Argento | Bronzo | Totale |
| --------- | ---------- | --- | ------- | ------ | ------ |
| 1         | Germania   | 6   | 5       | 5      | 16     |
| 2         | Norvegia   | 5   | 4       | 6      | 15     |
| 3         | Svezia     | 4   | 1       | 1      | 6      |
| 4         | Finlandia  | 3   | 3       | 2      | 8      |
| 5         | Italia     | 2   | 3       | 1      | 6      |
| 6         | Russia     | 2   | 2       | 4      | 8      |
| 7         | Rep. Ceca  | 2   | 0       | 0      | 2      |
| 8         | Austria    | 1   | 3       | 3      | 7      |
| 9         | Svizzera   | 1   | 2       | 3      | 6      |
| 10        | Slovenia   | 1   | 2       | 0      | 3      |
| 11        | Polonia    | 1   | 0       | 0      | 1      |
| 12        | Francia    | 0   | 2       | 2      | 4      |
| 13        | Belgio     | 0   | 1       | 0      | 1      |
| 14        | Slovacchia | 0   | 0       | 1      | 1      |
| Totale    | Totale     | 28  | 28      | 28     | 84     |